# شهر لومینو
شهر لومینو (به انگلیسی: Lumino City) یک بازی پازلی ماجراجویی است که توسط کمپانی بازی سازی State of Play Games ساخته شده است. این بازی در تاریخ دسامبر ۲۰۱۴ برای سیستم عامل‌های مک‌اواس و ویندوز و در تاریخ اکتبر ۲۰۱۵ برای آی‌اواس و اندروید منتشر گردید. این بازی دنباله بازی لوم است.

## داستان بازی
در این بازی که به سبک بازی‌های پازلی و ماجراجویانه طراحی شده است، شما نقش یک دختر بازیگوش و باهوش را ایفا می‌کنید. پدربزرگ شما گم شده است و شما باید با حل معماها و پازل‌ها، رازها را کشف کرده و حقیقت را آشکار نمایید. اگر چه حل پازل‌ها و معماها به تنهایی ممکن است خسته کننده باشد، اما مسیر داستانی این بازی بسیار جذاب بوده و شما را مجذوب خود خواهد ساخت.

## افتخارات بازی
بازی شگفت‌انگیز شهر لومینو توانسته در بسیاری از فستیوال‌های جهانی بازی‌های دیجیتالی نامزد و برنده شود. از جمله مهمترین این افتخارات جایزهٔ بازی‌های رایانه‌ای بفتا است.

## گرافیک بازی
گرافیک این بازی یکی از نقطه‌های قوت آن به شمار می‌رود. نحوه ساخت محیط بازی در استودیوی همین کمپانی و به صورت کاملاً واقعی توسط کاغذهای رنگی و المان‌های هنری ساخته شده است. فضای بازی به گونه‌ای هنری و تداعی کنندهٔ حسی واقعی و شاد است.